# 大戸瀬村
大戸瀬村（おおどせむら）は、かつて青森県にあった村。

## 地理
北と西側は日本海に面する。
- 河川：追良瀬川、大童子川、小童子川、濁川、築棒沢、郷沢、桜沢川、追立沢、大船川、小浜館川、母沢、扇田沢、センノ沢、濁水沢、コワシ沢、カラカワ沢、岩火屋沢、上切沢、下切沢、オサナメ沢
- 山岳：青鹿山、桝形山、飯森山、追立山、円行山、高乳穂山、大森山、笹流山、塩見山

## 施設等
- 大戸瀬中学校
- 風合瀬中学校
- 驫木中学校
- 修道小学校
- 柳田小学校
- 岩坂小学校
- 田野沢小学校
- 風合瀬小学校
- 晴山小学校
- 驫木小学校

## 沿革
- 1889年（明治22年）4月1日 - 町村制施行により西津軽郡関村、柳田村、岩坂村、田野沢村、風合瀬村、轟木村、北金ケ沢村が合併し、大戸瀬村が発足。
- 1955年（昭和30年）7月29日 - 西津軽郡深浦町と合併して深浦町を新設し消滅。